# 短柄凤仙花
短柄凤仙花（学名：Impatiens brevipes）为凤仙花科凤仙花属下的一个种。

## 扩展阅读
- 維基物種上的相關：短柄凤仙花